# Serdica (Rogašovci)
Serdica (pronunciación eslovena: [sɛɾˈdiːtsa]; prekmuro: Srdica; húngaro: Seregháza; alemán: Saldinhof) es una localidad eslovena perteneciente al municipio de Rogašovci en el este del país.
En 2020, la localidad tenía una población de 541 habitantes, siendo la localidad más poblada del municipio.
Se conoce la existencia de la localidad desde 1366, cuando se menciona con el topónimo alemán de Saldinhowf. A lo largo de su historia estuvo en manos de varias familias nobles húngaras. A principios del siglo XX era una localidad de mayoría étnica eslovena, aunque también vivía aquí una importante minoría de alemanes.
La localidad se ubica en la perifera septentrional de la capital municipal Rogašovci, sobre la carretera 440 que lleva a Sankt Martin an der Raab. Al noroeste sale la carretera 720, que lleva a Bad Gleichenberg.